# کارخانجات داروپخش
شرکت کارخانجات داروپخش بزرگ‌ترین شرکت داروسازی ایران است، که ۷۴٪ از سهام آن متعلق به شرکت سرمایه‌گذاری تأمین اجتماعی (شستا) می‌باشد.
شرکت کارخانجات داروپخش در زمینه‌های مختلف دارویی انسانی، دامپزشکی، بیولوژی، گیاهی و دارویی بهداشتی فعالیت می‌کند.
موضوع فعالیت شرکت عبارت است از تولید، تهیه و واردات داروهای انسانی، دامپزشکی، شیر خشک، غذای کودک، مواد غذائی، لوازم درمانی، آرایشی و بهداشتی، آزمایشگاهی و توزیع و فروش آنها در سراسر کشور، همچنین خرید و فروش مواد اولیه و ارائه خدمات بسته‌بندی.

## تاریخچه
- تأسیس در سال ۱۳۴۲ با نام کارخانه داروسازی داروپخش و تولید ۲۰ قلم دارو شامل قرص و شربت و فراورده‌های تزریقی تحت لیسانس
- سال ۱۳۵۷ تحت مالکیت وزارت بهداشت و تولید محصولات با نام ژنریک
- سال ۱۳۵۹ دگرگونی در ساختار تشکیلاتی
- سال ۱۳۷۱ تحت مالکیت سازمان تأمین اجتماعی
- سال ۱۳۷۲ تغییر از سهامی خاص به عام
- سال ۱۳۷۷ یکی از شرکتهای تابعه شرکت داروپخش با نام شرکت کارخانجات داروپخش (سهامی عام)

## برند داروپخش
برند داروپخش در سال ۱۳۹۲ در دهمین جشنواره ملی قهرمانان صنعت ایران به عنوان یکی از ۱۰۰ برند برتر ایران شناخته شد.